# Cyclosa ojeda
Cyclosa ojeda là một loài nhện trong họ Araneidae.
Loài này thuộc chi Cyclosa. Cyclosa ojeda được Herbert Walter Levi miêu tả năm 1999.